# Kisljar (Nordossetien-Alanien)
Kisljar (russisch Кизля́р; ossetisch Хъызлар; inoffiziell kumykisch Гучукюрт, Gutschukjurt) ist ein Dorf (selo) in der Republik Nordossetien-Alanien in Russland mit 10.813 Einwohnern (Stand 14. Oktober 2010). Es ist nicht zu verwechseln mit der etwa 170 km östlich gelegenen Stadt Kisljar in Dagestan.

## Geographie
Der Ort liegt im Kaukasusvorland etwa 75 km Luftlinie nördlich der Republikhauptstadt Wladikawkas am rechten Ufer des Terek.
Kisljar gehört zum Rajon Mosdokski und befindet sich etwa 6 km südwestlich von dessen Verwaltungszentrum Mosdok. Das Dorf ist Sitz und einzige Ortschaft der Landgemeinde Kisljarskoje selskoje posselenije. Über 98 % der Bewohner sind Kumyken.

## Geschichte
Der Ort wurde 1751 von einem tscherkessischen (kabardinischen) Fürsten in der „Kleinen Kabarda“ gegründet. Nach dem (russifizierten) Namen der Fürstenfamilie Bekowitsch-Tscherkasski erhielt es den offiziellen Namen Bekowitschewo (auch Bekowitschi). Aufgrund der teils kumykischen Herkunft der Fürsten und auf deren Veranlassung siedelte sich dort ein bedeutender Teil der Mosdoker oder im weiteren Sinne „Terek-Kumyken“ an, des am weitesten nordwestlich lebenden Teils der Ethnie. Diese nannten das Dorf Gutschukjurt, was aber nie offiziell wurde. Ab der Gründung von Nischneje Bekowitschewo („Nieder-Bekowitschewo“, heute Kijewskoje) durch russische Umsiedler etwa 4 km östlich im Jahr 1901 wurde das Dorf Werchneje Bekowitschewo („Ober-Bekowitschewo“) genannt.
Nach der Oktoberrevolution wurden 1920 die meisten nach kabardinischen Fürsten benannten Ortschaften umbenannt, hier in Kisljar. Das Dorf gehörte bis 1944 zur Kabardino-Balkarischen ASSR und wurde dann mit dem gesamten Rajon an die Nordossetische ASSR abgegeben.

### Bevölkerungsentwicklung
| Jahr | Einwohner |
| ---- | --------- |
| 1970 | 4.407     |
| 1979 | 5.442     |
| 2002 | 8.395     |
| 2010 | 10.813    |

Anmerkung: Volkszählungsdaten

## Verkehr
Kisljar liegt an der Regionalstraße 90K-003, die Mosdok auf nordossetischem Gebiet mit der föderalen Fernstraße R217 Kawkas (früher M29) bei Beslan verbindet (die kürzere Direktverbindung nach Wladikawkas verläuft durch Inguschetien, über Malgobek). Die nächstgelegene Bahnstation befindet sich in Mosdok an der Strecke Rostow am Don – Machatschkala – Baku.

## Söhne und Töchter des Ortes
- Fjodor Nikolajewitsch Bekowitsch-Tscherkasski (1870–1953), russischer Generalleutnant und Aktivist der weißen Bewegung